# إستراتيجية الشطرنج
تهدف دراسة استراتيجيات لعبة الشطرنج للوصول إلى وضعيات تمكن اللاعب من تحصيل امتياز ما، قد يكون الحصول على امتياز الوقت أو المكان أو المادة.

## أنواع الوضعيات
يعتبر وضع خطط للعب من الأمور المعقدة، فعلى اللاعب انطلاقا من وضعية معينة رسم خطة للعب اعتمادا على خصائص تميز وضعية الانطلاق وتحدد الأهداف الممكن تحقيقها. لكن معظم الوضعيات التي تحدث خلال اللعب تتميز بدرجة كبيرة من التعقيد يصعب معها رسم خطة فعالة.
أثناء اللعب تظهر مسببات محددة يطلق عليها تكتيكات، تمكن بعد تحليل معمق من الحصول على وضعيات خاصة تسمى وضعيات إجبارية والتي تسمح بالحصول على تأليفة. كما تعرف الوضعيات غير الإجبارية بكونها كل وضعية لا يمكن أن تكون انطلاقة للحصول على تأليفة.

## المكان الوقت والمادة
في وضعية إجبارية، رسم الخطة يتم اعتمادا على المسببات التكتيكية، الهدف هو الحصول على حالة امتياز تتمثل في أخد قطعة مهمة أو الفوز. في حين وضعية امتياز تكون منطلقا للحصول على وضعية إجبارية ذات امتياز للاعب.
إن أهم امتياز يمكن أن يحصل عليه اللاعب هو امتياز المادة: الحصول على فارق في القطع الموجودة في رقعة الشطرنج. لكن إذا لم يرتكب أي من اللاعبين أخطاء فادحة فلا يمكن الحصول على امتياز المادة إلا من خلال نتيجة تأليفة.
بالإضافة لامتياز المادة يوجد أيضا امتياز الوقت وامتياز المكان. وتهدف الخطة انطلاقا من وضعية غير إجبارية على الحصول على أحد هذين الامتيازين.

## الانتشار والسيطرة على المركز
إن أول وضعية غير إجبارية هي وضعية البداية التي تبدأ بها المقابلة. من هذه الوضعية (وضعية الانطلاق) يجب رسم خطة استراتيجية والتي تبدأ بتحريك القوات والبدء في الغزو.
فالانتشار يهدف التقدم بواسطة القطع نحو خط المواجهة نحو الحدود. وبعد نشر عدد معين من القطع يمكن البدء في غزو العدو. وكلما تمت عملية الانتشار بسرعة كلما لم يحصل الخصم على الوقت الكافي لردع الهجوم.

### السيطرة على المركز
تعتبر المربعات الأربع الوسطى التي تسمى المركز، المنطقة التي من خلالها يمكن لأي قطعة الحصول على أكبر تأثير. وهكذا يكون الانتشار مرتبط أساسا بالسيطرة على المركز والذي يعتبر هدفا استراتيجيا والذي إن تحقق يعرقل تحركات العدو الذي لا يملك سوى مناطق ذات تأثير ضعيف. ABANOUB EFFAT.

## أنواع تأثيرات القطع
تميز كل قطعة بنوع معين من الحركة يعطي لكل قطعة تمييزا وتأثيرا خاصا.

### القطع ذات التأثير المتصل
وتخص الفيل، الرخ والوزير
تأثير هذه القطع يزداد مع تناقص القطع من الرقعة. والسبب أن تواجد عدد كبير من القطع يعرقل ويقلل من مجال الحركة لدى هذه القطع.

### القطع ذات التأثير المنقطع
وتخص البيدق والحصان.

## الخطوط المفتوحة
|   | a             | b             | c             | d             | e             | f             | g             | h             |   |  |
| 8 | a8            | b8 black rook | c8            | d8            | e8            | f8            | g8            | h8            | 8 |  |
| 7 | a7 black pawn | b7            | c7 black pawn | d7            | e7            | f7            | g7            | h7            | 7 |  |
| 6 | a6            | b6            | c6            | d6            | e6            | f6            | g6 black pawn | h6            | 6 |  |
| 5 | a5            | b5            | c5            | d5            | e5            | f5            | g5            | h5            | 5 |  |
| 4 | a4            | b4            | c4            | d4 white pawn | e4            | f4            | g4            | h4            | 4 |  |
| 3 | a3            | b3            | c3            | d3            | e3            | f3 white pawn | g3            | h3            | 3 |  |
| 2 | a2            | b2            | c2            | d2            | e2 white pawn | f2            | g2 white pawn | h2 white pawn | 2 |  |
| 1 | a1 white rook | b1            | c1            | d1            | e1            | f1            | g1            | h1 white rook | 1 |  |
|   | a             | b             | c             | d             | e             | f             | g             | h             |   |  |

وجودها يساعد القطع ذات التأثير المتصل وهي الوزير الفيل والرخ في الحصول على أقصى درجة من التأثير. استراتيجيا تحقق الخطوط المفتوحة أحد الأهداف الرامية للحصول على أكبر مساحة للمناورة قصد تحقيق الهجوم أو الدفاع. فالخط المفتوح هو خط رأسي أومائل في اتجاه الخصم، ليس مسدود بوجود قطع أخرى سواء صديقة أو عدوة. وقد يكون الخط نصف مفتوح إذا وجد قطع للخصم فقط. ويعتبر البيدق هو الأكثر عرقلة لظهور الخطوط المفتوحة وسبب ذلك معروف. ولهذا يوصف الخط بأنه مفتوح عندما لا يكون هناك أي بيدق، فإن وجد بيدق من الخصم فالخط نصف مفتوح.

## الصف السابع والثامن
النتيجة المباشرة لاستراتيجية الخطوط المفتوحة هي التوغل في أراضي العدو، وبالخصوص في الصف السابع والثامن بالنسبة (للأسود) والصف الثاني والأول بالنسبة (للأبيض). ففي هذه الصفوف توجد البنيات الدفاعية الأكثر أهمية.
الهدف من الوضعية في كليتها، هو البحث عن القطع التي ما زالت قريبة من مكانها الأصلي (وضعية الانطلاق). وخاصة البيادق التي تكون سلاسل دفاعية.
وكلما كانت البيادق متصلة مع البيادق الموجودة في الصف السابع كلما كانت الوضعية الدفاعية ممتازة.
وعليه فكل هجوم مركز على الصف الأول على خط المواجهة في اتجاه أفقي، أو على جزء من هذا الصف سيكون من نتائجه اضعاف كل بنية دفاعية ومن تم إضعاف الدفاع بصفة عامة. وحيث أن الملك نادرا ما يغادر الصف الثامن، فالسيطرة على الصف السابع تعزله (الملك) فتقل فرص هروبه أمام الهجمات المباشرة.
وأخيرا فإن من نتائج هذا التوغل أيضا، الهجوم على البيادق المتقدمة التي قد تهدد بالترقية.

## المربعات الضعيفة
إذا كانت استراتجية الخطوط المفتوحة ترلل
والصف السابع والثامن تخص القطع ذات التأثير المتصل، فاستراتجية المربعات الضعيفة تخص الحصان وبدرجة قليلة البيادق. فيكفي للحصان التموضع في مكان آمن لا يزعجه أحد. فالمربع الضعيف هو كل مربع لا تتم مراقبته من طرف بيادق الخصم.
أهمية كون عدم وجود مراقبة من طرف البيادق يرجع بالأساس لكون الحصان يعتبر من القطع ذات القيم الضعيفة فإذا كان محميا فلا يمكن مهاجمته إلا بحصان.

## سلسلات البيادق
نظرا لضعف البيدق، تلعب سلسلة البيادق دورا مهما في تحصين الدفاع وتثبيته، فضعف قوة البيدق وقيمته تجعل أخذه من طرف قطعة أخرى شيئا صعبا.
كما أن للسلاسل دورا غير الدور الدفاعي، فهي تحدد مناطق الهجوم وتساهم في ما يطلق عليه هجوم الأقلية، بالإضافة لدورها الديناميكي.

### تحديد مناطق التأثير
تساهم سلاسل البيادق في توسيع مناطق تأثير القطع مما يسمح بتحقيق أحد الأهداف الأساسية التي تتجلى في إعطاء كل قطعة أكبر مساحة ممكنة لتعبر عن قواها. فمثلا البيادق هي التي تؤثر على وجود الخطوط نصف المفتوحة. كما أن التوسع سيكون على حساب الخصم الذي يجد نفسه محدودا لا يملك مساحات كبيرة للمناورات وتنفيد الخطط..

### الاستقرار
تحدد البيادق إذن مناطق التأثير التي من خلالها تتمكن القطع من القدرة على المناورة قصد تحقيق الخطة.
تمدد منطقة التأثير تؤدي كما تمت الإشارة له سابقا، لتقلصها عند الخصم. كما أن السيطرة على المركز هي الطريقة الأساسية للتحكم في المكان على رقعة الشطرنج. لكن السيطرة على المركز تستوجب أن يتم الاحتلال بواسطة سلسلة البيادق التي تحقق شرطا أساسيا هو الاستقرار. وهو لا يتحقق إلا من طرف روابط بين البيادق التي تستلزم أن تكون قادرة على الحفاظ على هذه السيطرة، حتى بعد هجومات بيادق الخصم على الأعمدة المجاورة للمنطقة المحتلة.